# Owl City
Owl City je americký hudební projekt synthpopového žánru založený zpěvákem, skladatelem a multiinstrumentalistou Adamem Youngem v roce 2007 v Owatonně, Minnesotě. Young projekt vytvořil při experimentování s hudbou ve sklepě svých rodičů. Stejně jako mnoho hudebníků, kteří dosáhli úspěchu po roce 2000, se Owl City vyvinulo na sociální síti MySpace, ještě před tím než Young začal zpívat s Universal Republic v roce 2008. Protože se Owl City uchytilo, Adam si tak začal říkat a od té doby ho nikdo nezná jinak než pod přezdívkou Owl City.
Po dvou nezávislých albech Owl City získalo mainstreamovou popularitu se svým hlavním debutovým albem Ocean Eyes, které přineslo čtyřnásobný platinový hit „Fireflies“.
V roce 2011 Owl City vydalo své třetí studiové album All Things Bright and Beautiful.
Na světové hudební žebříčky se Owl City opět dostalo v následujícím roce se skladbou „Good Time“ z alba The Midsummer Station.

## Historie

### Of June(2007 – 2009)
Adam Young již od devíti let trpí nespavostí. Během bezesných nocí se zavíral ve sklepě svých rodičů, kde se bavil skládáním elektronické hudby. V té době pracoval u společnosti Coca Cola v Owatonně, kde nakládal zboží, což byla jednotvárná a nezáživná činnost. Aby se mohl odtrhnout od této reality, začal Adam snít. Snil o vzdálených místech, městech, o létání, mořích,... A právě toto snění se stalo inspirací pro jeho texty. „Vězel jsem ve světě, který mě nenaplňoval. Neměl jsem žádné plány, jen jsem automaticky fungoval. Hudba byl takový únik z nudného a všedního světa. Zpíval jsem optimistické a bezstarostné písničky o ideálních světech, ve kterých jsem chtěl žít.“ Písně, které v noci a ve volném čase skládal, nahrával na MySpace. Postupně si získával fanoušky a to i díky otevřenému a přátelskému přístupu ke svým obdivovatelům a reakcím na jejich komentáře. Jeho manažer Steve Bursky později zdůraznil význam Adamova sympatického jednání pro budoucnost Owl City slovy: „Lidé mají pocit, jako by ho znali, jako by k němu měli přímé spojení, protože je k nim v online komunikaci velmi blízko.“  
Adam o svých začátcích říká: „Elektronickou hudbu jsem začal jsem psát jen z pouhého rozmaru. Neponořil jsem se doopravdy do světa programování a sekvenování a nekonečných cest, po kterých se můžete skrz elektronickou hudbu vydat, tak jsem si pomyslel, že by bylo zábavné to vyzkoušet. Sehnal jsem si program a napsal to, z čeho vyšlo sedm vhodných písní pro EP. Hodil jsem je na MySpace a už s tím nic moc nedělal a nechal lidi, aby to sami objevili. Odezva, která přišla, byla neuvěřitelná.“
Přes dohodu s digitálním agregátorem CD Baby, Adam začal dělat songy dostupné na prodej přes iTunes.
Jednou v červnu 2007 byl jednadvacetiletý Adam pár dnů sám doma, a tak během víkendu vzniklo v jeho domácím "studiu" nazvaném Sky Harbor Studios EP Of June, které bylo vydáno až 29. srpna 2007. Of June dosáhlo 15. příčky na Billboard Electronic Albums chart, a to mimo jiné i díky fanouškům z MySpace. Po úspěchu alba Ocean Eyes bylo 30. března 2010 Of June znovu vydáno, ale tentokrát pod záštitou Universal Republic Records. Největší úspěch měla skladba „Hello Seattle“, která se znovu (ale v upravené verzi) objevila v albu Ocean Eyes.
Popularita Owl City vyrůstající přes MySpace upoutala pozornost předsedů Universal Republic, Averyho and Monte Lipmana, kteří Adama oslovili. Republic mu doporučili partnerství s 27letým manažerem Stevem Burskym z Foundations Artist Management a Adam s ním začal spolupracovat koncem roku 2008.

### Maybe I'm Dreaming(2008)
16. prosince 2008 Adam vydal další album s názvem Maybe I'm Dreaming, které se umístilo na 13. místě v Billboard Electronic Albums chart. Stejně jako Of June tak i Maybe I'm Dreaming bylo znovu vydáno, a to 30. března 2010. Sedmá skladba „The Technicolor Phase“ byla uvedena v albu Almost Alice, které vzniklo na počest filmu Alenka v říši divů od režiséra Tima Burtona. K písni „Early Birdie“ vznikl v březnu 2008 videoklip, který natočil Adam se svými kamarády Andym a Anthonym Johnsonovými.

### Ocean Eyes(2009 – 2010)
Ocean Eyes, hlavní debutové album, bylo zveřejněno na iTunes 14. 7. 2009 a jeho fyzická podoba vyšla 28. 7. 2009. Album získalo 27. pozici na Billboard 200. Owl City vydalo také tři oficiální singly z tohoto alba: „Umbrella Beach“, „Vanilla Twilight“ a „Fireflies“. A ještě před vydáním alba byly vydány dva propagační singly: „Hot Air Balloon“ a „Strawberry Avalanche“. Fireflies bylo první na US a Canadian charts. Ocean Eyes dosáhlo první desítky na US album charts, získalo první příčku na US electronic charts a také dosáhlo Amazon MP3's top 10 most downloaded album list.
Adama na několika skladbách doprovodila Breanne Düren - nejznámější je „The Saltwater Room“. Živě Owl City vystupovalo ve složení Breanne Düren (doprovodný zpěv/klávesy), Casey Brown (bicí), Laura Musten (housle), Hannah Schroeder (čelo) a Daniel Jorgensen (vibrafon).
Zpěvák Relient K Matt Thiessen spolupracoval s Owl City na několika skladbách včetně „Fireflies“, kde je Matt slyšet jako doprovodný zpěvák. Adam také produkoval skladbu Relient K, „Terminals“.
„Fireflies“ byl volně ke stažení ve hře Tap Tap Revenge 3 od Tapulous. Steve Hoover režíroval videoklip ke skladbě „Fireflies“. Videoklip měl mít premiéru na MySpace, ale ještě předtím pronikl na veřejnost a to na YouTube a Dailymotion.
Owl City je zastoupeno na Soundtrack 90210 skladbou „Sunburn“.
Prvotní koncerty se ani zdaleka nepodobaly těm, jak vypadají dnes. Na pódiu byl Adam a Austin Tofte, před sebou měli notebooky a další aparaturu a hudbu pouštěli přes ně, přičemž Adam vše doprovázel zpěvem. „Je vtipné, že když jsem se s Adamem seznámil a začali jsme spolupracovat, řekl mně: 'Steve, nikdy v životě něchci hrát živě. Hrozně se toho bojím, stydím se.' Začali jsme spolupracovat v listopadu 2008 a do 13.2.2009 byl na pódiu.“ zasmál se při vzpomínce Steve Bursky. „Zamluvil jsem mu dva koncerty na 13. a 14. února a oba se okamžitě vyprodaly. Budu upřímný, nebyly to nejlepší show - sám Adam by to přiznal. To, co Adam dělá ve studiu, je brilantní, strukturovaná, dynamická hudba, která se ale velmi složitě reprodukuje naživo, takže byla výzva přenést tento elektronický orchestr na jeviště. Živá show ale přešla z hodnocení dobrý na výborný. Adam byl vždycky perfekcionista ve studiu a živé věci pro něj nehrály důležitou roli, ale teď s tím Adam udělal velký krok vpřed.“ Sám Adam říkal, že byl nervózní jako ovce v raketoplánu na cestě k zubaři, ale byla to dobrá nervozita.
Při koncertu v House of Blues, Houstonu, Texas, 14. prosince 2009 se zpěvačka Ke$ha objevila na pódiu ve chvíli, kdy Adam zpíval „Fireflies“. Ke$ha a její kamarádi si krátce za Adamem zatančili a poté zase odešli.
Po úspěchu Ocean Eyes začalo Owl City s celosvětovou tour. Živě Adama doprovázeli Breanne Düren, Matthew Decker, Laura Musten a Hannah Schroeder. Owl City podniklo tour spolu s The Scene Aesthetic, Lights, John Mayer, Maroon 5 a Brooke Waggoner.
26. 1. 2010 vyšlo Ocean Eyes Deluxe Version.
V roce 2010 Adam odhalil nový hudební projekt známý jako Sky Sailing, který je vzdálen od elektronického žánru Owl City. Jediné album An Airplane Carried Me to Bed zahrnuje jedenáct akustických skladeb (kytara a piano). Písně byly nahrány již v létě roku 2007, ale vydány byly až 13.7. 2010 přes iTunes. Vznikla také oficiální stránka skysailingmusic.com a video „Before OWL CITY, there was SKY SAILING“. Další album Adam zvažuje.
V květnu 2010 Adam Young spolupracoval s high-profilovým britským electronickým skladatelem, producentem, hudebníkem, a textařem Nickem Bracegirdlem. Pod názvem Chicane vydal Bracegirdle singl „Middledistancerunner“, kde Adam vystupuje jako zpěvák. Adam také spolupracoval se slavným německým producentem Armin van Buurenem, nazpíval skladbu zvanou „Youtopia“ a objevil se i v doprovodném videoklipu, který ale vyšel až 28. 11. 2011. Na YouTube bylo zveřejněno také video, kde Armin popisuje celou skladbu a spolupráci s Adamem. O pár let později, 22. listopadu 2013, Arminův bratr Eller van Buuren vydává akustickou verzi Youtopie vydanou na albu Eller Van Buuren Presents Acoustic Dance Music.
21. 9. 2010 vyšel přes iTunes song „To the Sky“, který je ze soundtracku k filmu Legenda o sovích strážcích.
25. 10. 2010 vydal Adam cover verzi písně „In Christ Alone“.
23.11. 2010, vyšel nový vánoční singl pojmenovaný „Peppermint Winter“.

### All Things Bright and Beautiful(2010 – 2011)
Produkce třetího studiového alba začala kolem poloviny roku 2010 s Adamem jako výkonným producentem.
18. 10. 2010 napsal na svůj blog, že se album blíží k dokončení.
V únoru 2011 bylo album nazváno All Things Bright and Beautiful a mělo vyjít 17.5., nicméně 6.4. Adam napsal na své webové stránky, že datum vydání All Things Bright and Beautiful bude posunuto na 14. červen. Přidal také ukázku ke čtyřem novým písním z alba „Dreams Don't Turn to Dust“, „Alligator Sky“, „Galaxies“ a „Deer in the Headlights“.
Na sv. Valentýna 2011 Adam na svém Tumblr blogu publikoval příspěvek adresovaný zpěvačce Taylor Swift, kde reaguje na píseň „Enchanted“, ve které Taylor zpívá, že byla okouzlená ze setkání s Adamem. V bookletu k albu, kde byla skladba, bylo možné po poskládání velkých písmen z textu písně přečíst slovo ADAM. Adam tedy reaguje složení coveru k tomuto songu a píše: „Nejdražší Taylor, sám přiznávám, že jsem docela plachý kluk, a protože hudba je nejvýmluvnější forma komunikace, kterou ovládám, tak jsem se rozhodl něco pro tebe nahrát - takovou 'odpověď na dechberoucí píseň z tvého současného alba. Je to to, co jsem ti chtěl říct osobně, ale pro co jsem těžko hledal slova: Všechno na tobě je roztomilé. Jsi nesmírně okouzlující dívka s dobrým srdcem a půvabem a elegancí, které nedokážu popsat. Jsi opravdová princezna ze snové pohádky a nad to nade vše prostě chci, abys věděla, že...Taky jsem byl okouzlen, když jsem tě poznal. S láskou Adam.“ Později v jednom rozhovoru Adam uvedl, že Taylor mu nikdy neodpověděla. Jeho cover i s příspěvkem byly staženy ze stránek.
12.4. vyšel na iTunes hlavní singl alba nazvaný „Alligator Sky“.
Na konci března a začátku dubna byly zveřejněny termíny na All Things Bright and Beautiful World Tour a All Things Bright and Beautiful bylo dostupné jako předobjednávka.
19. dubna vyšel „Galaxies“ jako 2. singl alba.
6.5. vyšel videoklip pro „Alligator Sky“. Na stránkách VEVO ve videoklipu „Alligator Sky (The Making Of)“ Adam povídá o konceptu videa. Řekl, že hlavní idea je v podstatě příběh o dvou klucích, kteří odlétají ze Země. Ale nemá to žádný temný postapokalyptický nádech, naopak je to velmi optimistické, lidé cítí nadšení, že opustí Zemi.
23.5. vyšel 3. singl alba – „Deer in the Headlights“.
14.6. vyšlo na iTunes dlouho očekávané All Things Bright and Beautiful, i když většina písní pronikla na veřejnost už 20.5.
30.6. vyšel videoklip pro „Deer in the Headlights“. Představuje Adama řídícího DMC DeLorean z trilogie Back to the Future a kanadská hudebnice Lights tu má malou roli jako prodavačka v samoobsluze.
19.7. vyšel na iTunes singl „Lonely Lullaby“, který byl dříve dostupný jen členům Owl City Galaxy.
21.7. při koncertu v Club Nokia v Los Angeles, Adam oznámil, že koncert bude nahráván a později prodáván na DVD. Záznam byl pojmenován „Owl City DVD Live from Los Angeles“.
4. 10. vydává zpěvák TobyMac album Christmas In Diverse City, kde ve druhé skladbě „The First Noel“ vystupuje Owl City jako doprovodný zpěvák.
15. listopadu 2011 vydává Jumeirah reklamu pro svůj luxusní hotel Burj Al Arab luxury. Adam byl požádán, aby pro tuto reklamu zkomponoval hudbu.
20. 12. se Adam objevuje v písni „All About Us“ skupiny He Is We na novém EP Skip To the Good Part. O této skladbě píše více na svém blogu.

### The Midsummer Station(2011–2014)
Ke konci turné 2011 Adam oznámil, že začal pracovat na svém čtvrtém albu. Také na koncertě předvedl nový song nazvaný „I Hope You Think Of Me“.
2. 1. 2012 napsal na svůj blog zprávu o svém čtvrtém albu. Řekl, že bude spolupracovat s více producenty a skladateli. Také řekl, že jeho nové album v tomto směru značí velký skok. Adam očekával, že album by mělo vyjít kolem konce léta a začátku podzimu 2012. Také uvažoval, jestli se „I Hope You Think of Me“ objeví mezi skladbami.
Adam spolu s Jewel a Jay Sean vydali píseň „Here's Hope“ na podporu projektu „Child Hunger Ends Here“ pořádaném ConAgra Foods.
Paul van Dyk vydal 3. dubna 2012 album Evolution, kde ve třetí skladbě „Eternity“ vystupuje Owl City jako hlavní zpěvák.
17. dubna 2012 pronikla na sociálních sítích píseň z nadcházejícího alba nazvaná „Dementia“. Jako doprovodný zpěvák zde vystupuje Mark Hoppus ze skupiny Blink-182.[42]
Adam na Twitteru oznámil, že 15. května vyjde nové EP „Shooting Star“, kde budou čtyři písně z blížícího se alba. Adam uvedl, že chtěl dát fanouškům ochutnávku toho, jak bude jeho nové album znít.
24. května 2012 Adam na Twitteru prozradil, že čtvrté Owl City studiové album bude nést název The Midsummer Station a bude vydáno 14. srpna 2012 (ve Velké Británii až 17. srpna), jenže později muselo být datum posunuto na 21. srpna (v Británii 20. srpna). Nové album obsahuje 11 skladeb, při elektronickém nákupu na i-Tunes byl k albu přidán ještě jeden bonusový song „Bombshell Blonde“. Jeden song navíc („Top of the World“) byl i pro fanoušky z Japonska.
Adam na Twitteru také oznámil, že 26. června plánuje vydat píseň, na které pracuje s Carly Rae Jepsenovou. Singl nazvaný „Good Time“ byl ale nakonec zveřejněn už 20. června na jeho účtu na SoundCloud. Píseň získala od kritiků příznivé ohlasy.
19. srpna Adam vydává dvě dema: „Beautiful Mystery“ a „Paper Tigers“.
5. října 2012 vychází album hudebního projektu Schiller nazvané Sonne, kde se Adam podílí na skladbě „Alive“, a to jako spoluskladatel a zpěvák.
K novému Disney filmu Raubíř Ralf vychází 5. října singl „When Can I See You Again?“, ke kterému vzniká i videoklip.
6. listopadu je vydáno EP s remixy písně „Goog Time“, z nichž jeden je přímo od Adama.
V roce 2012 Universal oznámili, že Universal Republic Records bude zrušeno a všechny další písně Owl City budou vydávány pod záštitou Republic Records.
Adam doprovází zpěvem Matta Thiessena z Relient K v songu „That's My Jam“ z alba Collapsible Lung vydaného 1. července 2013.
29. srpna 2013 vychází album No Saint Out of Me Nora Ørjana Nilsena, pro kterého Adam nazpíval skladbu „In the Air“.

#### The Misummer Station Acoustic(2013)
V roce 2013 Owl City nevydalo žádné studiové album. Na začátku roku sice oznámil, že pracuje na novém albu. Řekl, že v tour busu vždycky sedí někde vzadu s notebookem a sluchátky a vypadá jako „Nemluvte na mě, pracuju“ a dělá na něčem novém. Písně měly být trochu agresivnější či tvrdší v dobrém slova smyslu. Adam byl inspirován taneční muzikou, poslouchal evropské trance DJe, takže i to se mělo projevit v novém albu. Nicméně nakonec 30. července vydal jen EP nazvané The Midsummer Station – Acoustic EP, kde byly akustické verze písní „Good Time“, „Shooting Star“ a "Gold" z posledního alba a přidal dva nevydané B-Side singly „Hey Anna“ a „I Hope You Think Of Me“.
Adam v jednom rozhovoru uvedl, že by do budoucna rád spolupracoval např. s Ellie Goulding.
4. března vyšel na iTunes singl „Shine Your Way“ ze soundtracku k filmu Croodsovi. Adama zde zpěvem doprovodila Yuna.
V květnu se Owl City objevilo v televizní reklamě na Oreo, pro kterou složilo devadesáti sekundovou znělku „Wonderfilled“. V rozhovoru pro MTV News uvedl: „Přišli ke mně s nápadem podělit se se světem o údiv, s nápadem rozjasnit dny. A tato témata jsou podobná těm, ke kterým tíhnu já sám, jak hudbou, tak texty písní.“ Adam řekl, že většina z textu byla napsaná už před tím, než se sám k projektu přidal. „Nedělaly se nějaké velké změny. Byla tam část o postavě Darth Vader, ale myslím, že lidi od Lucasfilmu k tomu řekli ne“. A i když někteří mohou kritizovat, aby se umělec podílel na reklamním spotu, Adam řekl, že to považoval za čest, obzvláště když byl vždycky fanda Orea. „Myslím to naprosto vážně, když řeknu, že jsem vždycky miloval Oreo“, zasmál se. Také říká, že Kdykoliv jede na tour, vždycky prosí, aby nějaké Orea vzali. Takže kromě společných témat i toto rozhodlo. A na otázku, jestli preferuje metodu „Otoč. Olízni. Omlékuj.“ nebo sníst celou sušenku najednou Adam se smíchem odpovídá: „Páni, asi to jen zbodnu celé naráz, i když samozřejmě si nechám chvilku na vychutnání si příchuti.“'
V červnu bylo oznámeno, že se Owl City objeví na soundtracku The Smurfs 2: Music from and Inspired By k filmu Šmoulové 2, a to skladbu nazvanou „Live It Up“.
22. října Owl City za spoluúčasti TobyMac vydává singl „Light of Christmas“ vytvořený speciálně pro VeggieTales film Merry Larry and the True Light of Christmas.
Na stránce ayoungmusic.com je uvedeno, že v roce 2013 pracoval pro Apple. Údajně měl vytvořit některé z vyzváněcích tónů a znělek.

### Ultraviolet(2014)
21. února 2014 Adam na svém Tumblr blogu oznámil, že prochází kostru své několika měsíční práce a už se těší, až se o to bude moct podělit se svými fanoušky. Řekl, že nová kapitola Owl City bude naplněna planou honbou za přeludem a neobyčejnými zvraty - přes staré známé rozmary a skrz nové hranice. Adam se rozhodl, že rok 2014 pro něj bude sólo rokem. Ne, že by ho nebavilo spolupracovat, ale protože „se jeho svět točí tak příjemným tempem, že je inspirovaný, aby prozkoumával nekonečné, neprobádané oblasti představivosti, které zůstávají nezmapované v jeho hlavě bez jakéhokoliv vnějšího přispění.“'
Také oznámil, že nová hudba bude návrat ke kořenům původního Owl City, do doby Ocean Eyes, ale s novými technikami, s triky, které se od té doby naučil.
Adam se rozhodl, že nevydá jedno album, ale že bude v průběhu roku vydávat „sérii EP“.
8. dubna 2014 byl vydán singl „Beautiful Times“, kde Adama doprovází hrou na housle Lindsey Stirling. Skladba byla k dispozici zdarma ke stáhnutí na speciálně vytvořené stránce beautifultimes.owlcitymusic.com. Adam zde v dopise mimo jiné píše: „(Skladba) má v sobě temnou krásu, která je působivá, a podstata písně nabízí ideu, že život je báječný navzdory břemenům a útrapám, které nás potkávají. Je to hymna pro ty, kteří hledají sílu povznést se nad těžkosti.“ 
27.6. vychází spolu s videoklipem „Beautiful Times“ EP pojmenované Ultraviolet. Na albu bylo již vydané „Beautiful Times“ a pak ještě další tři skladby. Pro nové EP 2. června 2014 vznikla stránka hootowls.owlcitymusic.com, kdy šířením hashtagu #OwlCityJune27 měli fanoušci odemknout informace o EP (obrázek obalu, seznam skladeb, kousek písně „Wolf Bite“ a nakonec i celou tuto píseň). Na stránce MetroLyrics byl později zveřejněn text písně „Wolf Bite“ vlastnoručně napsaný Adamem.
26.6.2014 uspořádal na Facebooku chat pro všechny své fanoušky a zde na otázku, kolik EP má v plánu vydat, odpověděl, že dvě plus jedno LP.
9. července vychází v Japonsku CD The Best of Owl City se 14 skladbami. Adam říká: „Toto je podstatná sbírka Owl City písní, od nových k těm starým a vším mezi tím. Děkuju svým japonským fanouškům za podporu během těch let. Ani nemůžu uvěřit, jaké mám štěstí, že mám fanoušky v Japonsku.“
18.8. v rozhovoru to ještě upřesňuje: „Nové EP bude pravděpodobně v září. Budou to další čtyři písně. Ty bude následovat LP v prosinci s novou kupou písní. Ještě to není tak úplně jisté, je to jen předběžný plán. Takže tak to bude.“' 
Nakonec z toho ale sešlo a 7. října Owl City vydalo dva samostatné singly. Už 29.9. Adam zveřejňuje video, kde oznamuje zprávu o chystaných písních. „Tokyo“, kde Adama doprovodilo japonské Sekai no Owari, a „You're Not Alone“ za doprovodného zpěvu Britt Nicole.
Owl City nazpívalo cover verzi písně „Listen to What the Man Said“ pro album The Art of McCartney věnované Paulu McCartneymu. Album vyšlo 18.11.2014. a obsahovalo dohromady 34 skladeb od různých interpretů.
15. prosince Adam rozeslal prostřednictvím Mailing Listu všem svým fanouškům vánoční dárek, píseň „Kiss Me Babe, It's Christmas Time“.
21. 12. 2014 na Facebook napsal, že jeho novoroční předsevzetí je „dát svým fanouškům album“.
Za celý rok 2014 podniklo Owl City dvě tour. První probíhala 12.-13. 7. v japonské Yokohamě a druhá 4.-6. 10. rovněž v Japonsku, ale tentokrát v Tokiu, nazvaná Tokyo Fantasy. Adam zde spolu se Sekai No Owari zpívá píseň „Mr. Heartache“.
Na počest „Beautiful Times“ a později i celého Ultraviolet pořádal Adam chaty. Na Facebooku 16. 4. 2014 zaměřený na „Beautiful Times“ a 26.6., tedy den před vydáním Ultraviolet. Na Twitteru pak Up All Night chat 16.8. Po vydání „Tokyo“ a „You're Not Alone“ byl ještě jeden Twitter chat, a to 16.10.
9.12. 2014 na Instagramu o chystaném albu píše: „Už jsem skoro hotový s nahrávkou. Posledních pár kosmetických úprav, potom mastering. Nikdy mně nezabralo tolik času vytvořit album, ale jsem neuvěřitelně hrdý na tuto novou kapitolu a nemůžu se dočkat, až si to poslechnete. Jak to bude hotové, uvidíme se na tour v roce 2015.“'
8. ledna na svém účtu na SoundCloudu zveřejnil cover verzi písně „If I Stand“ od zpěváka Riche Mullinse.
Na květen 2015 je naplánovaná tour po asijském kontinentu zahrnující Filipíny (zde má být koncert zdarma), Indonésie, Čína, Singapur, Korea a Japonsko. 29. ledna 2015 je na YouTube zveřejněno video, kde Adam děkuje za pozvání na devátý Seoul Jazz Festival a říká, že se těší, až tam všechny uvidí. Podobnou zprávu zveřejňuje 6. března (a další pak 20. března) pro čínské fanoušky .

### Mobile Orchestra(2015 – současnost)
9. dubna Adam na Instagramu píše, že se věci konečně daly do pohybu a že, i když zatím nemůže sdělit detaily, tak už zná datum vydání singlu, alba a videoklipu.
V písni „2015“ – krátkém coveru skladby Garden Party, kterou Adam upravil, oznamuje všem svým fanouškům, že vydání nového alba se blíží a že „je rok 2015 a Owl City je zpět“.
5. května bylo přes Twitter ESPN Music řečeno, že bude 14. května vydán singl Verge, na kterém Adam spolupracoval s Aloe Blaccem. Po internetu se také začíná šířit audio video, kde v pozadí hraje právě část skladby Verge.
10. května Adam zveřejňuje ukázku písně Verge a připojuje vzkaz, že další den prozradí více. 11. května tedy oznamuje název alba Mobile Orchestra, které vyjde 10. července, a říká, že předobjednání bude možné od 14. května, tedy dne vydání singlu Verge. K příspěvku je přiložen také obal alba Mobile Orchestra, který byl ale vyvěšen už 8.5. při koncertu v Manile. 28. května byl přes Yahoo zveřejněn videoklip k Verge a na druhý den byl dostupný pro celý svět i na YouTube.
1. června Adam říká, že 5.6. vyjde další singl z alba Mobile Orchestra s názvem My Everything. To bylo nakonec zveřejněno už 4.6. na stránkách RELEVANT, ale u nás dostupné ještě nebylo a pak 5.6. už bylo zveřejněno i s videoklipem na YouTube a bylo k dispozici i na Spotify a na iTunes, kde při předobjednání Mobile Orchestra bylo možné okamžitě stáhnout My Everything, Verge, You're Not Alone a This Isn't The End.
25. června Adam oznamuje, že na podporu Mobile Orchestra bude na podzim 2015 uspořádaná ON THE VERGE TOUR po Severní Americe. Přesné data a místa se zveřejnily v den vydání alba, tedy 10. července.
26. června vychází retro singl Unbelievable.
10. července oznamuje severoamerickou říjnovou On The Verge Tour na propagaci nového alba.
14. července Owl City spolu s Hanson živě vystupuje v Today Show stanice NBC.
Na 24. července už je naplánované tour opět do Asie, a to japonské Niiagaty.
8. září vychází singl Verge (The Remixes) obsahující 3 remixy písně Verge - Low Steppa's 99, Tom Swoon a Transcode. Píseň byla také použita ve videoklipu PEOPLE ARE AWESOME 2015.
Adam Young se také objevuje ve vánoční písni Snow Snow Snow skupiny Band Of Merrymakers.
Od vydání alba Adam utichl, na sociálních sítích se objevoval jen zřídka, což vysvětluje 18.12.2015 v newsletteru, kde oznamuje, že byl v poslední době zaneprázdněný něčím mimo Owl City, projektem, o kterém více řekne 1. ledna a který bude spuštěn 1. února roku 2016. 1. ledna tedy sděluje název „Adam Young Scores“, což bude projekt, o kterém snil již od svých 16 let, kdy chtěl tvořit hudbu inspirovanou příběhy tak, jak se tvoří pro filmy. Popové prostředí je občas dosti omezující a navíc mnohdy i zdrojem frustrace, proto je rád, že může zvolit tento únik do světa povídek. „Příběhů je nespočetně mnoho. Nabízejí se nám, abych je převyprávěli tak, jak je cítíme. Proto chci vytvářet hudební příběhy, které budou vyprávět o tom, co se dotklo Adama Younga, a to na základě jeho představivosti.“ Od 1. února tedy začal sdílet písně, které byly volně ke stažení či k zakoupení a které byly doplněny o plakáty (rovněž k zakoupení) vytvořenými umělcem James R. Eadsem. Ke konci projektu Adam ve videu oznamuje soutěž o nejlepší video, ve kterém by byla použita hudba z jeho projektu.
V polovině prosince 2016 vydal Adam vánoční píseň Humbug, kterou komentuje v e-mailu fanouškům. „Jako projev díku vám dávám zbrusu novou Owl City písničku. Jmenuje se Humbug a je to zlehčená parodie toho, jak mě nakupování vánočních dárků každý rok stresuje. Je to také připomínka, že největší dar, který můžete svým milovaným dát, je samozřejmě láska.“ Zároveň bylo zveřejněno video, kde vše ještě blíže komentuje.
Zajímavostí je, že někdy v září 2016 fanoušci někde na Instagramu objevili fotku, na které má Adam vlasy obarvené na blond. Někteří to uvítali s nadšením, jiné to nepotěšilo, rozhodně to ale všechny překvapilo. Jisté je, že v červnu 2017 již měl opět původní barvu (soudě podle videoklipu).
Rok 2017 začal poklidně. Sem tam se objevil Adamův příspěvek na Twitteru či Instagramu, převážně šlo o fotky ptactva, hudebního zařízení, momentky, obrázky a komentáře pro zasmání, na Spotify sdílel písničky, které jej momentálně oslovily a 6. února oznamuje, že fanoušci mohou klást otázky a on na ně bude odpovídat, což se dělo nepravidelně od 17. února až do 10. května. Otázky se týkaly např. toho, jestli ve svém novém albu využije zkušeností z projektu Adam Young Scores či jestli plánuje vydat celé vánoční album. Každá byla zodpovězena v krátkém videu.
12. června Adam prozradil, že se 16. června, tedy na den otců, mohou těšit na něco nového a zahajuje odpočet, během kterého představil obal singlu a jeho název Not All Heroes Wear Capes. Akustická píseň vyšla spolu s videoklipem, který byl natáčen Adamem a Abbey v dílně jeho otce.
19. června se fanouškům dostalo nového překvapení v podobě ohlášení coveru, o který Adam požádán tvůrci Dear Evan Hansen. Jednalo se o píseň Waving Through a Window.
1. července na Instagramu píše, že sbírá vzorky pro nové album.

## Hudební styly a vlivy
Owl City je popisováno jako indietronica a synthpop. Adam sám svou muziku charakterizuje jako pop, také uvedl, že ho inspiruje disco a evropská electronická hudba, stejně jako instrumentální žánry.
Owl City je přirovnáváno ke skupině The Postal Service. Sám Adam ale říká, že je nikdy nebral jako vzor, ale že je to pocta být s nimi srovnávám.
Adam také začleňuje velkou část své křesťanské víry do své hudby. Adamova víra je zřejmá na albu All Things Bright and Beautiful (hlavně v „Galaxies“) a v singlu „You're Not Alone“. Také vydal několik coverů křesťansky zaměřených písní: „In Christ Alone“, „How Deep The Father's Love For Us“ a „If I Stand“. Na otázku ohledně jeho víry řekl: „Kdybych se někdy snažil zatajit fakt, že je pro mě tak důležitá, byl by to zločin, za který by mě měli zavřít do vězení.“ Také na CD se vždycky nachází věta: „All praise and glory to Jesus Christ, to whom I owe everything.“ Což by se dalo přeložit jako: „Všechna chvála a sláva patří Ježíši Kristu, kterému vděčím za všechno.“ (Také tam bývá věta „Owl City is Adam Young“.)
Nejčastějšími tématy v Owl City písních jsou oceán, moře, létání, nebe, snění, sny, láska, samota, spánek i nespavost, světlo, tma, naděje, hvězdy, déšť, slunce... Adam již dříve řekl: „Jsem fascinovaný oceánem a vším, co se k vodě vztahuje. Plachetnice, delfíni, mola, ostrovy, města u moře, potápění, pláže, zátoky, přístavy... To všechno mě okouzluje.“

## Další projekty

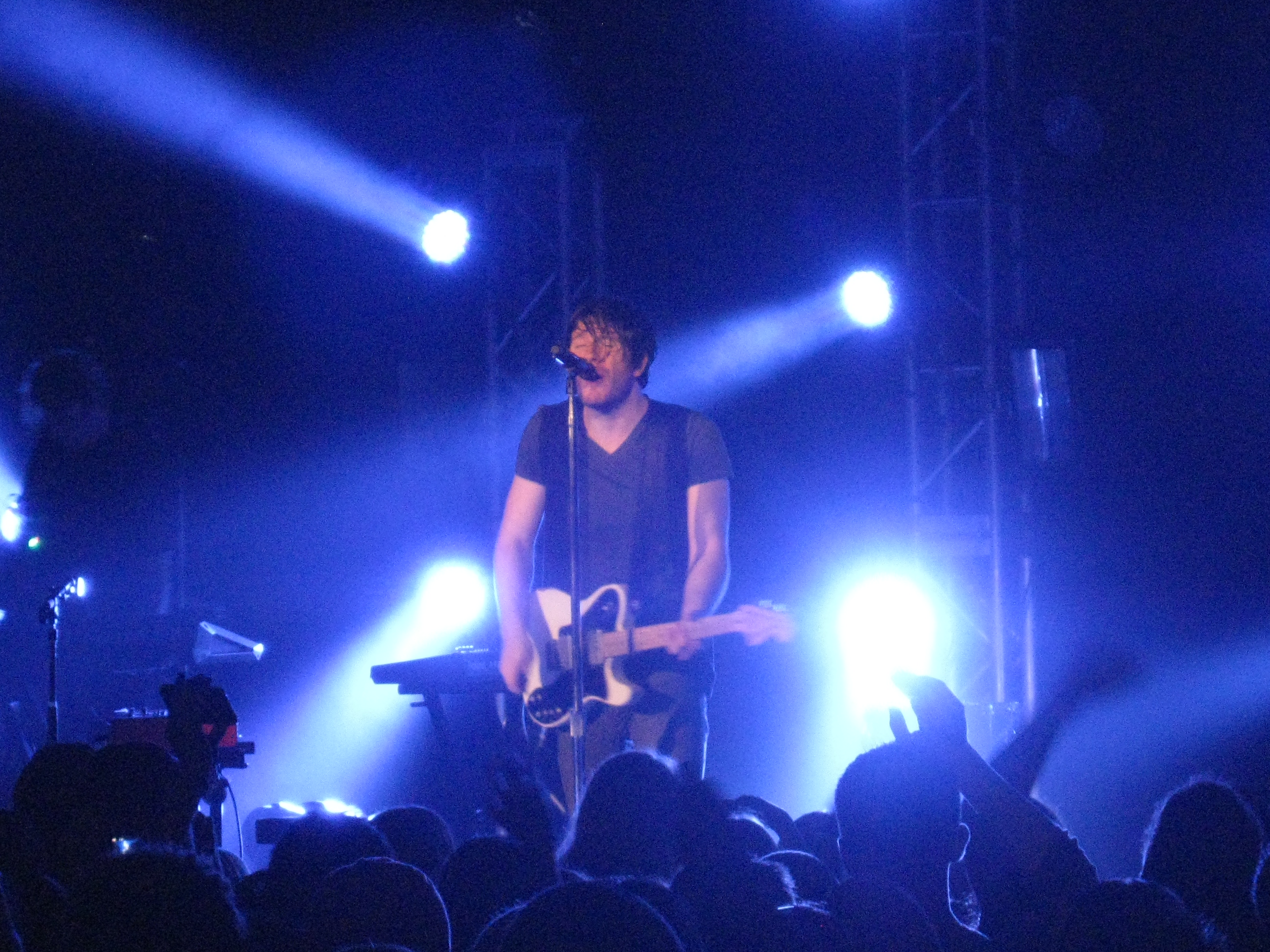
Adam Young

Adam také produkuje hudbu pod širokou rozmanitostí ostatních projektů, do kterých patří Sky Sailing, Swimming With Dolphins, Port Blue a Windsor Airlift.
Mezi jeho menší projekty se řadí spousta dalších (viz článek Vedlejší projekty Adama Younga). Písně některých z nich jsou k dispozici na YouTube nebo stránkách PureVolume či MySpace.
Od 1. února 2016 spustil projekt „Adam Young Scores“.

## Členové kapely
Současní členové
- Adam Young – zpěv, programování, klávesy, piano, syntezátor, kytara, basová kytara, bicí, bicí nástroje, vibrafon, harmonika.

Členové při tour
Zatímco Young píše, skládá, nahrává a produkuje všechnu hudbu Owl City, během vystoupení je doprovázen vedlejšími hudebníky:
- Breanne Düren – klávesy, doprovodný zpěv;
- Jasper Nephew – kytara;
- Rob Morgan – kytara (náhrada Daniela Jorgensena);
- Gabe Hagen – bicí.

Dřívější členové:
- Daniel Jorgensen – kytara, vibrafon (od začátku roku 2014 kvůli jedné smutné záležitosti již není členem[40]);
- Laura Musten – housle;
- Hannah Schoeder – čelo;
- Casey Brown – bicí;
- Steve Goold – bicí 2012;
- Austin Tofte – doprovázel Adama při prvních vystoupeních.

## Diskografie
- Maybe I'm Dreaming (2008)
- Ocean Eyes (2009)
- All Things Bright and Beautiful (2011)
- The Midsummer Station (2012)
- Mobile Orchestra (2015)
- Cinematic (2018)
- Coco Moon (2023)

## Owl City ve filmu
Adam s filmem začíná už v dětství. Na YouTube je možné zhlédnout film The Adventures of Flames Pond z roku 2001–2003. Adam Young a jeho kamarádi Andy a Anthony Johnsonovi vytvořili amatérské domácí video, jehož název je slovní hříčka a odkaz k Jamesu Bondovi. Film byl natočen po částech v průběhu několika let, The Adventures of Flames Pond potom bylo vydáváno po částech na oficiálním YouTube kanálu Windsor Airlift během roků 2011 a 2012 a kompletně 1. října 2013. Kromě filmu vyšla také dvě menší videa nazvaná „Flames Pond's Theme Song“ a „The Fuzzy Guy's Theme Song“. Windsor Airlift také zveřejňuje krátký film s názvem Extreme Croquet Championships.
Owl City se objevuje ve filmu Legenda o sovích strážcích z roku 2010 s písní „To the Sky“, ke které vznikl i oficiální videoklip.
2012 vychází film Raubíř Ralf, kde nás při závěrečných titulcích doprovází Adamova skladba „When Can I See You Again?“, pro kterou byl rovněž jako pro „To the Sky“ natočen videoklip.
Adam spolupracoval na hudbě k filmu Croodsovi z roku 2013 a v závěru zpívá spolu se zpěvačkou Yunou píseň „Shine Your Way“, jejíž melodie diváky doprovází hned několikrát již v průběhu filmu.
V roce 2013 Owl City ještě nahrálo píseň pro film Šmoulové 2, která se jmenovala „Live It Up“ a zaznívá v závěrečných titulcích hned po skladbě od Britney Spears. Tato skladba je také součásti filmu Ratchet and Clank.
A v tomtéž roce se objevuje ve filmu Útěk z planety Země se skladbou „Shooting Star“ a také spolu s TobyMac nazpíval píseň „Light of Christmas“ pro animovaný film VeggieTales: Merry Larry and the True Light of Christmas a také je možné zaslechnout kousek písně „All About Us“, kterou Adam nazpíval s He Is We, ve filmu Mortal Instruments: Město z kostí (část, kdy Clary sedí v kavárně).
V červnu 2017 vydává cover písně Waving Through a Window z Dear Evan Hansen.
Owl City má být hlavním tvůrcem soundtracku s celkem osmnácti písněmi k filmu Me And My Shadow.
Ve filmu Robodog (2015) má být píseň „Shine Your Way“, ve filmu Wolves and Dogs: Howls for Full Moon (2015) píseň „Galaxies“ a ve filmu Timbo (2015) píseň „Metropolis“.

## Owl City na internetu
Adam je velmi přátelský vůči svým fanouškům, a proto je možné dostat od něj „like“ nebo dokonce odpověď na komentář na Twitteru či Instagramu. Rád zveřejňuje krátká videa či audio nahrávky, na Instagram napsal sérii absurdních a vtipných příběhů ze svého dětství a občas pořádá fanouškovské chaty na Twitteru nebo Facebooku. Na oficiálních stránkách je možné se přihlásit k odběru „mailing listu“, který Adam použil například k rozesílání „vánočního dárku“ svým fanouškům – písně „Kiss Me Babe, It's Christmas Time“.

## Název Owl City
Owl City se původně po nějakou dobu jmenovalo „Owl Island“ a také Hello Seattle bylo nejdříve nahráno na účet Owl Island na MySpace.
Pro rozhovory s Adamem bývá typická otázka: „Jak vznikl název 'Owl City'?“ Nejčastější Adamovou odpovědí je, že to vzniklo docela náhodně, z pouhého rozmaru, že to nemá nějaký hlubší význam, leda ten, aby se na to lidé ptali a aby se podnítila jejich představivost. „Jsou to dvě slova daná dohromady tak, aby se vytvořila nějaká představa, místo v tvé hlavě, kam můžeš zajít a představovat si, že jsi někdo jiný a děláš něco jiného.“ Je to o představách, které v mysli vyvstanou, když člověk toto jméno uslyší.
„Nemá to žádný smysl, ale je to docela super a snadno zapamatovatelné. Právě ta záhada je super - je to skupina? je to jeden člověk? co to je?...Jo, to se mně na tom líbí.“
Adam říká, že to může znamenat pro různé lidi různé věci a on vždy rád poslouchá tyto interpretace. Chtěl jméno, které by okamžitě zmáčklo kohoutek představivosti a jakkoliv prapodivně se to může zdát, Adamovi se název líbí.
Pak ale vypráví řadu příběhů, které také ovlivnily Adamovo rozhodnutí právě pro „Owl City“. Uvádí, že Owatonna je známá vysokým výskytem sov sněžných, proto je logické jeho pojmenování kapely, když v Owatonně žije a vyrůstal zde.
„'Owl City' vzešlo z menšího incidentu, který se mi přihodil v roce 1994 ve Skotsku. Každý rok jsem navštěvoval svou skvělou babičku, která bydlela v Edinburghu, a jednou, když jsem nevině skotačil v podhůří půvabného Skotska, když jsem z ničeho nic narazil na hluboký, temný a úžasně záhadný les. Ten byl doslova přecpaný sovami - velkými, malými, tlustými, vyzáblými, chytrými, tupými, otrlými, stydlivými, šplhajícími,... na jaké si jen vzpomenete. Doslova to bylo 'město sov' (pozn. 'city of owls') a já jakožto neuvěřitelně chytrý chlapík, jakým náhodou jsem, jsem si pomyslel, že 'Soví Město' (pozn. 'Owl City') má větší jiskru než 'Město Sov' (pozn. 'City of Owls').“
Na Tumblr píše: „Po střední jsem se přestěhoval do Minneapolis a strávil zimu prací na nočních směnách u UPS. Tak se stalo, že mně každý nesnášel a já jsem to tam nenáviděl, takže jsem se odstěhoval domů, dostal jinou ubíjející práci a promrhal semestr a půl na Riverland Community College, s tím, že jsem si myslel, že ze mně něco bude (nebyla to ztráta času, protože by to byla špatná škola, ale protože jsem se nedokázal přinutit cokoliv dělat a nakonec jsem dostal podmínečné vyloučení a vyhodili mě ze školy).To byla doba, kde jsem začal dělat muziku. Jak to, že to všecko funguje, sám nechápu. Asi v polovině semestru jsem do jedno předmětu četl krátký příběh od Ambrose Bierceho, povídku nazvanou 'An Occurrence at Owl Creek Bridge, která na mě měla zásadní vliv. Později jsem objevil francouzskou filmovou adaptaci z roku 1962 a vyústilo to tím, že jsem od toho okamžiku změnil svůj pohled na svět, své rozpoložení, úhel pohledu a kompletně celý svůj život. Bylo to, jako bych dostal kladivem přímo mezi oči. Vzpomínám si, jak jsem jel do práce u Coca Coly ve svém bílém rozmláceném Caravanu z 92 a měl jsem slzy v očích, jak jsem srovnával svůj život a dopad příběhu. Pokud chcete, přečtěte si to sami, nebo se podívejte na film, abyste si z toho mohli udělat vlastní závěry. Obojí, jak film, tak povídka, je pro mě naprosto inspirující a neuvěřitelně působivé. Film je jeden z nejnádhernějším filmových kousků, které jsem kdy viděl. Lidé se mě ptají: Proč Owl City? a to není zrovna ten druh otázky, kterou bych mohl zodpovědět během 30 sekund během hlučného meetingu, zatímco probíhá zkouška zvuku v té samé místo, ve které se dva lidé snaží konverzovat. I kdybychom seděli půl hodiny v tiché kavárně, nebylo by to tak snadné. Myslete si o tom, co chcete. Pokaždé, když si příběh přečtu nebo se podívám na film, odcházím jako bych znovu začal žít; pocit, který, jak věřím, potřebujeme zakoušet častěji, než se nám toho dostává. Kdykoliv o tom přemýšlím, postava v povídce jsem já sám...A všecko, co my zbylo, je trocha času. To je to, proč Owl City.“
Dále vypráví historku z dětství: „Když jsem byl ve druhé třídě, jeden můj spolužák přinesl do školy při projektu show-and-tell sovu - otcova mazlíčka. Jmenovala se 'Pickles'. Zrovna začal ukazovat sovu, povídal o ní, když z ničeho nic Pickles vydal ten nejstrašnější, nejpříšernější vřískot, který jste kdy ve svém životě slyšeli, vystřelil z tísnivé klece a začal kroužit po třídě, trhal obrázky na zdech a způsobil všeobecný chaos. Samozřejmě že všichni křičeli a vřískali, někteří z čiré hrůzy a jiní protože křičet je vždycky ta věc, která se v podobných situacích dělá. Vzpomínám si, jak jsem pobíhal, vřeštěl, smál se a při tom ukazoval na zmatenou učitelku, paní Gigglebomb, jak vydala ten nejhlasitější, nejpronikavější výkřik (jako když se vám otočí nehet), který si je možné představit, rozrazila dveře a vyletěla ze třídy tak, jak se na dámu zrovna nesluší. Někteří z nás se smáli jako blázni, někteří brečeli jako mimina. Řekl bych, zbytek je jasný...“
Jiný příběh je: „Když mně bylo šest let, taťka a já jsme uprostřed noci během běsnícího minnesotského blizardu na prázdném kostelním parkovišti odhrnovali sníh. Taťka měl obří knír, takže to bylo bezva. Jezdili jsme kolem, odhrnovali závěje, když najednou obrovská sova vrazila do předního skla přímo nepovolenou rychlostí. Naneštěstí jsme ji zabili, ale to ubohé malé stvoření vrazilo do NÁS, takže to ve skutečnosti nebyla naše chyba. Můžete říct, že od té doby už jsem nikdy nebyl stejný jako před tím.“
Takže co je to Owl City? Město, kde šťastné sovy žijí, pracují, dýchají, jezdí na kole a pouštějí draky. Trhají květiny, zpívají ve sprše, tancují salsu, plavou v bazénu, pletou svetry a čtou zasněné knihy se šťastnými konci. Jezdí na kolečkových bruslích, sledují romantické filmy, jezdí do kostela ve vyleštěných autech, drží se za ruce na pláži, běhají na běžícím pásu po tom, co sní spoustu pizzy. Těší se z vanilkové oblohy, houpání na houpačkách, chůze v dešti, pyžamových večírků, nosení huňatých svetrů v zimě a představ, jaké by to bylo dýchat pod vodou. Owl City je nevinné místo, kde je život příjemný a radostný. Je to místo, kde se krásné letušky usmívají na pohledné soví chlapce ve výšce 30 000 stop. Je to místo, kde se občas malé sovičky ztratí v obchodě s potravinami, ale vždy najdou své maminky.
A jen pro úplnost, první věta z oficiálních stránek Owl City říká: „There’s nothing quite like the world of Owl City.“ To je: „Neexistuje nic takového, jako je svět Owl City.“

## Hootowls a owlsome
Co by to bylo za skupinu, kdyby neměla své oddané fanoušky. Ti, kteří jsou zapálení pro Owl City, si říkají Hootowls, HootOwls či Hoot Owls. Většina z nich ovšem kromě Owl City vyznává i Adamovi další projekty jako Port Blue, Sky Sailing, Swimming With Dolphins,...
26.6.2014 Adam na chatu na Facebooku na otázku: co říká na své fanoušky? odpověděl: „Jsou úžasní!“
2. června 2014 vznikla stránka hootowls.owlcitymusic.com určená speciálně pro Hoot Owls, kdy šířením hashtagu #OwlCityJune27 měli fanoušci odemknout informace o novém EP, které mělo vyjít 27. června.
Hoot Owls rádi používají slovo „owlsome“, které vzniklo složením „awesome“ a „owl“. Asi poprvé se objevilo, když Adam v srpnu 2012 na Tumblr vyzval Hoot Owls, aby zveřejňovali své umění s hash tagem #Owlsome: „Hoot Owls jsou jedněmi z těch nejkreativnějších a nejtalentovanějších lidí. Neustále narážím na umění všeho druhu, ať už hudby, kresby, poezie nebo jiného kreativního média a vždy si pomyslím: 'Když si mí fanoušci najdou čas tvořit takové úžasné věci, potom si já udělám čas, abych jim je pomohl sdílet se světem.' Takže dneškem počínaje, označte své Owl City zaměřené dílo #Owlsome a sdílejte to na Tumblr, Twitteru, Instagramu, Pinterest, kdekoliv chcete, a já budu sdílet tolik z mých oblíbených, kolik budu moct. Někteří z vás mohou dokonce vyhrát originální testovací výtisky alba vytažené přímo z tiskáren. Ukažte mi své #Owlsome!“ 

## Sky Harbor Studios
Jedná se o studium přímo u Adama doma v Owatonně.
Stejně jako v domě svých rodičů, tak i v Adamově novém čtyřpokojovém domě se studium rovněž nachází ve sklepě. Adam zde tráví spoustu času vytvářením nových melodií a experimentováním. Zde vzniká větší část všech Owl City písní.
Název by se přeložil jako „Nebeský přístav“.